# Topeliopsis darlingtonii
Topeliopsis darlingtonii är en lavart som beskrevs av Frisch & Kalb. Topeliopsis darlingtonii ingår i släktet Topeliopsis och familjen Graphidaceae.   Inga underarter finns listade i Catalogue of Life.